# Achille Enoc Mariano
Achille Enoc Mariano (Muro Leccese, 6 dicembre 1933) è un politico italiano.
Assicuratore di professione, è stato membro della Camera dei deputati dal 1994 al 1996 con Alleanza Nazionale.
Già consigliere comunale di Muro Leccese nel 1964 ed esponente del MSI, dopo l'esperienza al parlamento, nel 1999 è stato eletto consigliere comunale e capogruppo dell'opposizione nelle file di Alleanza Nazionale.